# 사토 도모아키
사토 도모아키(일본어: 佐藤 友亮, 1978년 6월 13일 ~ )는 일본의 전 프로 야구 선수이다. 현재 사이타마 세이부 라이온스에서 1군 외야 주루 코치를 맡고 있다.

## 인물

### 프로 입단 전
게이오기주쿠 고등학교 시절에는 투수로 활약을 했고 일반 수험으로 수도권 사립 학교에서 높은 레벨을 요구할 정도의 까다롭기로 유명한 게이오기주쿠 고등학교에 합격했다. 1995년 여름에 열린 전국 고등학교 야구 선수권 가나가와 대회에서는 결승까지 진출하였지만 고시엔 대회를 출전을 놓쳤다. 당시로서는 매우 드문 ‘1번·투수’였는데 합격을 받아들인 이유는 중학교 야구부 감독과 게이오기주쿠 고등학교의 야구부 감독이 쇼난 고등학교 선·후배 관계이며 감독으로부터 추천 받을 수 있었기 때문이다.
고교 졸업 후 게이오기주쿠 대학에 진학하면서 1루수와 투수를 경험하였고 그 후 외야수로 전향, 4학년 춘계 시즌까지는 1번 타자로 활약, 마지막 추계 시즌에는 5번으로 타순을 변경해 팀의 리그 우승에 기여한다. 도쿄 6대학 시절에 와다 쓰요시로부터 2경기 연속 2루타를 때려내는 등 궁합이 맞았고 프로에 입단한 후에도 와다를 자랑으로 여기고 있었다.
게이오기주쿠 대학의 졸업을 필요로 하는 조건을 3학년이 끝난 시점에 취득하고 있었고 프로 1년차인 춘계 스프링 캠프에서 실시한 홍백전에서 활약했을 당시에는 “프로 야구 선수가 되지 않으면 변호사를 목표로 하고 있었다”라고 말했다. 도쿄 6대학 리그 통산 77경기에 출장해 298타수 87안타, 타율 2할 9푼 2리, 2홈런, 22타점을 기록했다.

### 프로 입단 후

#### 2001년
외야수로서 세이부 라이온스에 입단하였지만 주전 2루수의 부재로 인한 당시의 팀 사정으로 인해 신인이면서 2번·2루수로서 개막전 선발로 출전하게 되었다. 불안한 수비였지만 기대 이상의 플레이를 보여주었고 개막전에서 2루수를 맡은 그 다음날에는 중견수로서 선발 출전해 강한 어깨를 살려내며 보살을 기록하는 등의 활약을 했다.

#### 2002년
다카기 히로유키가 다시 주전 2루수를 차지하면서 타격에서도 뚜렷한 성적을 내지 못한 채 주전에서 멀어지게 되었다.

#### 2003년
과제를 안았던 타격이 상승하면서 원래 수비 위치였던 외야 수비에만 전념했고 다시 주전 경쟁에 이름을 올리는 등 85경기에 출전해 타율 2할 8푼 8리를 기록하는 활약을 보였다. 당시 신인이었던 와다 쓰요시(후쿠오카 다이에 호크스)로부터 자신의 첫 홈런이 되는 역전 만루 홈런을 때려내 팀 승리에 기여했다.

#### 2004년
6월부터는 1번·우익수의 주전 자리를 차지했고 여름 이후에는 타율을 높게 끌어 올리면서 처음으로 타율 3할대(.317)를 기록했다. 그리고 자신의 첫 두 자릿수 도루를 포함해 출루율 3할 6푼 2리, 퍼시픽 리그 모든 팀으로부터 3할 대 이상을 기록하는 훌륭한 성적을 남겨 마쓰이 가즈오가 메이저 리그로 이적한 이후 1번 타자의 지위를 획득했다. 주니치 드래건스와의 일본 시리즈에서는 팀내 1위인 타율 3할 9푼 4리를 기록하는 맹활약을 보여 팀의 12년 만의 일본 시리즈 우승에 기여했다.

#### 2005년
4월 2일의 도호쿠 라쿠텐 골든이글스전(미야기 구장)에서 펜스에 충돌하여 왼쪽 어깨의 부상을 입는 등 전력에서 이탈했고 9월에는 복귀했지만 시즌의 대부분을 암울하게 보냈다. 대신에 구리야마 다쿠미나 다카나미 후미카즈, 시바타 히로유키 등이 1번·우익수로서 활약하게 되면서 한 번 차지했던 1번 타자의 자리에는 멀어지게 되었다.

#### 2006년
그 해부터 등번호를 30번에서 10번으로 변경했다. 그러나 개막 초부터 타율이 오르지 않았고, 후쿠치 가즈키의 입단으로 주전에서는 제외되었다. 대학 시절부터 자신있었던 소프트뱅크의 와다 쓰요시 등 좌완 투수가 선발 등판할 경우에는 예외없이 1번 타자로서 선발 출전했지만 출전 경기가 적은 시즌이 되었다.

#### 2007년
배수의 진으로 임한 2007년 시즌에는 같은 포지션이었던 다카나미가 라쿠텐에 이적하면서 수비를 보강하면서 다시 주전을 노렸다. 개막 직후에는 아카다 쇼고의 장기 이탈과 후쿠치는 좌완 투수에 약한 것 때문인지 중견수의 주전 자리가 되돌아왔고, 한 때는 3할 대를 넘는 타율을 남겼다. 그러나 이후에는 타격 부진을 겪으면서 타율이 2할 대로 떨어질 정도의 부진을 털지 못한 채 주전 자리를 차지할 수 없었다. 우완 투수와 상대할 때 타율은 1할 2푼이었지만 좌완 투수와 상대할 때는 타율 2할 6푼 6리를 기록하면서 그 해에도 좌완 투수에 대해서는 강한 면모를 보여주었다. 최고 평균자책점을 차지한 좌완 투수인 나루세 요시히사로부터 3할 대의 가까운 타율을 남겼고 좌완 투수가 선발 등판하였을 때에만 1번으로 선발 출전을 하는 일이 많았다.

#### 2008년
팀의 방침에 따라 출전 경기 수는 줄어 들었지만 작년에 부진을 겪었던 타율이 3할 1리를 기록하며 호조를 이루었다. 좌완 투수와 상대할 때는 그 해에도 3할 2푼 5리라는 순조로운 성적을 기록했다. 또 좌완 투수가 한정되었던 타석도 좌우를 가리지 않고 3할에 가까운 타율을 남겼다. 11월에 개최된 2008년 아시아 시리즈에서 6번·우익수로 선발 출전한 결승전에서는 9회말 투 아웃 1루(1루 주자는 이시이 요시히토) 상황에서 판웨이룬 투수로부터 좌중간에 끝내기 적시 2루타를 때려내 아시아 시리즈 MVP를 획득했다.

#### 2009년
타격 부진에 시달렸지만 대수비와 선발로 출전했고 한 번도 2군에 떨어지는 일도 없이 1년을 보냈다. 시즌 중반 이후에는 좌익수로서 좌타자인 오사키 유타로와 병용되어 득점권타율 3할 3푼 3리, 대타로 들어섰을 때 타율 4할 2푼 9리를 기록하며 승부에 강한 타격을 발휘했다. 결과적으로 주전을 차지한 2004년 이후 5년 만이 되는 100경기 출전 기록을 세웠다. 10월 1일의 지바 롯데 마린스전에서는 9회말에 희생 번트를 하기 위한 대타로 기용되어 그 직후 G. G. 사토의 역전 끝내기 안타를 기록하는 데 도움을 주었다.

#### 2010년
다카야마 히사시에 의해 주전으로 정착하지는 않았지만 히라오 히로시 등과 함께 팀을 이끄는 일원으로서 활약, 8월 7일의 홋카이도 닛폰햄 파이터스전에서는 1경기 4안타를 기록했다.

#### 2011년
동일본 대지진이 일어난 이후 지진 재해에 의한 연료 부족을 고려해가며 자가용 출근을 안하고 자전거를 타며 출퇴근을 시작했다. 그리고 이 일로 인해 같이 자전거로 출퇴근을 시작한 가타오카 야스유키, G. G. 사토와 함께 ‘자전거부’를 결성했다.

## 상세 정보

### 출신 학교
- 게이오기주쿠 고등학교
- 게이오기주쿠 대학

### 선수 경력
- 세이부 라이온스·사이타마 세이부 라이온스 (2001년 ~ 2012년)

### 지도자 경력
- 세이부 라이온스·사이타마 세이부 라이온스 1군 외야 주루 코치(2016년 ~ 2019년, 2022년 ~ )
- 사이타마 세이부 라이온스 2군 외야 주루 코치(2020년 ~ 2021년)

### 수상·타이틀 경력
- 아시아 시리즈 MVP(2008년)

### 개인 기록
- 첫 출장·첫 선발 출장 : 2001년 3월 26일, 대 지바 롯데 마린스 1차전(세이부 돔), 2번·2루수로서 선발 출장
- 첫 타석·첫 안타 : 상동, 1회말에 구로키 도모히로로부터 우전 안타
- 첫 도루 : 2001년 3월 28일, 대 오릭스 블루웨이브 2차전(그린 스타디움 고베), 2회초에 2루 안착(투수 : 오구라 히사시, 포수 : 히다카 다케시)
- 첫 타점 : 상동, 10회초에 이마무라 후미아키로부터 적시타
- 첫 홈런 : 2003년 8월 25일, 대 후쿠오카 다이에 호크스 23차전(세이부 돔), 5회말에 와다 쓰요시로부터 좌월 만루 홈런

### 등번호
- 30(2001년 ~ 2005년)
- 10(2006년 ~ 2012년)
- 70(2016년 ~ )

### 연도별 타격 성적
| 연 도       | 소 속       | 경 기 | 타 석 | 타 수 | 득 점 | 안 타 | 2 루 타 | 3 루 타 | 홈 런 | 루 타 | 타 점 | 도 루 | 도 루 자 | 희 생 번 | 희 생 플 | 볼 넷 | 고 4 | 사 구 | 삼 진 | 병 살 타 | 타 율 | 출 루 율 | 장 타 율 | O P S |
| ----------- | ----------- | ----- | ----- | ----- | ----- | ----- | ------- | ------- | ----- | ----- | ----- | ----- | -------- | -------- | -------- | ----- | ---- | ----- | ----- | -------- | ----- | -------- | -------- | ----- |
| 2001년      | 세이부      | 46    | 143   | 131   | 14    | 31    | 1       | 0       | 0     | 32    | 5     | 5     | 4        | 3        | 0        | 9     | 0    | 0     | 16    | 1        | .237  | .286     | .244     | .530  |
| 2002년      | 세이부      | 31    | 57    | 51    | 1     | 7     | 2       | 0       | 0     | 9     | 3     | 2     | 3        | 6        | 0        | 0     | 0    | 0     | 8     | 0        | .137  | .137     | .176     | .314  |
| 2003년      | 세이부      | 85    | 236   | 205   | 24    | 59    | 13      | 3       | 2     | 84    | 22    | 4     | 1        | 15       | 0        | 15    | 0    | 1     | 28    | 6        | .288  | .339     | .410     | .749  |
| 2004년      | 세이부      | 105   | 348   | 306   | 54    | 97    | 9       | 2       | 2     | 116   | 27    | 11    | 8        | 11       | 1        | 27    | 1    | 2     | 36    | 8        | .317  | .375     | .379     | .754  |
| 2005년      | 세이부      | 17    | 74    | 67    | 3     | 16    | 2       | 0       | 0     | 18    | 4     | 0     | 0        | 1        | 1        | 4     | 0    | 0     | 7     | 1        | .239  | .278     | .269     | .546  |
| 2006년      | 세이부      | 64    | 120   | 99    | 14    | 22    | 2       | 1       | 0     | 26    | 6     | 9     | 4        | 5        | 1        | 14    | 1    | 1     | 13    | 4        | .222  | .322     | .263     | .584  |
| 2007년      | 세이부      | 68    | 180   | 159   | 15    | 35    | 5       | 0       | 1     | 43    | 7     | 3     | 1        | 7        | 2        | 11    | 0    | 1     | 19    | 3        | .220  | .272     | .270     | .542  |
| 2008년      | 세이부      | 59    | 144   | 126   | 23    | 38    | 8       | 1       | 1     | 51    | 11    | 4     | 2        | 8        | 1        | 6     | 0    | 2     | 23    | 2        | .302  | .341     | .405     | .746  |
| 2009년      | 세이부      | 105   | 216   | 191   | 22    | 46    | 4       | 4       | 0     | 58    | 21    | 9     | 4        | 7        | 2        | 15    | 2    | 1     | 30    | 2        | .241  | .297     | .304     | .600  |
| 2010년      | 세이부      | 98    | 199   | 173   | 30    | 43    | 5       | 1       | 2     | 56    | 16    | 5     | 5        | 10       | 2        | 12    | 0    | 2     | 26    | 3        | .249  | .302     | .324     | .625  |
| 2011년      | 세이부      | 42    | 57    | 50    | 4     | 6     | 1       | 0       | 1     | 10    | 1     | 0     | 0        | 4        | 0        | 2     | 0    | 1     | 10    | 1        | .120  | .170     | .200     | .370  |
| 2012년      | 세이부      | 12    | 16    | 14    | 0     | 1     | 0       | 0       | 0     | 1     | 0     | 0     | 0        | 2        | 0        | 0     | 0    | 0     | 1     | 1        | .071  | .071     | .071     | .143  |
| 통산 : 12년 | 통산 : 12년 | 732   | 1790  | 1572  | 204   | 401   | 52      | 12      | 9     | 504   | 123   | 52    | 32       | 79       | 10       | 115   | 4    | 11    | 217   | 32       | .255  | .309     | .321     | .631  |